# Чоботари

Чоботари (укр. Чоботарі) — село,
Милорадовский сельский совет,
Котелевский район,
Полтавская область,
Украина.
Код КОАТУУ — 5322283009. Население по переписи 2001 года составляло 19 человек.

## Географическое положение
Село Чоботари находится на правом берегу реки Ковжижа,
выше по течению на расстоянии в 2 км расположено село Ковжижа,
на противоположном берегу — село Милорадово.
Рядом проходит автомобильная дорога Т-1707.